# ميورا (كاناغاوا)
ميورا (باليابانية: 三浦市ميورا-شي) هي مدينة يابانية تقع في محافظة كاناغاوا.
تشتهر مدينة ميورا بسباق الماراثون الذي يقام فيها في الأسبوع الأول من مارس من كل عام. حيث يضم هذا السباق ثلاث سباقات، 5 كم، 10 كم، ونصف ماراثون.
تشترك ميورا مع ميساكي بميناء يعتبر بالمرتبة 18 أهم ميناء للصيد في اليابان والثاني في صيد سمك التونة.

## المناخ
يظهر الجدول التالي التغييرات المناخية على مدار السنة لميورا:
| البيانات المناخية لـميورا | البيانات المناخية لـميورا | البيانات المناخية لـميورا | البيانات المناخية لـميورا | البيانات المناخية لـميورا | البيانات المناخية لـميورا | البيانات المناخية لـميورا | البيانات المناخية لـميورا | البيانات المناخية لـميورا | البيانات المناخية لـميورا | البيانات المناخية لـميورا | البيانات المناخية لـميورا | البيانات المناخية لـميورا | البيانات المناخية لـميورا |
| الشهر | يناير                     | فبراير                    | مارس                      | أبريل                     | مايو                      | يونيو                     | يوليو                     | أغسطس                     | سبتمبر                    | أكتوبر                    | نوفمبر                    | ديسمبر                    | المعدل السنوي             |
| --- | ------------------------- | ------------------------- | ------------------------- | ------------------------- | ------------------------- | ------------------------- | ------------------------- | ------------------------- | ------------------------- | ------------------------- | ------------------------- | ------------------------- | ------------------------- |
| الدرجة القصوى °م (°ف) | 18.7 (65.7)               | 21.8 (71.2)               | 22.1 (71.8)               | 26.5 (79.7)               | 29.6 (85.3)               | 32.8 (91.0)               | 36.4 (97.5)               | 36.0 (96.8)               | 35.9 (96.6)               | 29.2 (84.6)               | 24.5 (76.1)               | 22.6 (72.7)               | 36.4 (97.5)               |
| متوسط درجة الحرارة الكبرى °م (°ف) | 10.4 (50.7)               | 10.7 (51.3)               | 13.5 (56.3)               | 18.4 (65.1)               | 22.1 (71.8)               | 24.6 (76.3)               | 28.1 (82.6)               | 30.4 (86.7)               | 27.0 (80.6)               | 21.8 (71.2)               | 17.1 (62.8)               | 12.9 (55.2)               | 19.8 (67.6)               |
| المتوسط اليومي °م (°ف) | 6.4 (43.5)                | 6.6 (43.9)                | 9.3 (48.7)                | 14.1 (57.4)               | 18.0 (64.4)               | 20.9 (69.6)               | 24.4 (75.9)               | 26.3 (79.3)               | 23.2 (73.8)               | 18.1 (64.6)               | 13.4 (56.1)               | 9.0 (48.2)                | 15.8 (60.4)               |
| متوسط درجة الحرارة الصغرى °م (°ف) | 2.5 (36.5)                | 2.6 (36.7)                | 5.3 (41.5)                | 10.1 (50.2)               | 14.5 (58.1)               | 18.1 (64.6)               | 21.8 (71.2)               | 23.5 (74.3)               | 20.3 (68.5)               | 14.9 (58.8)               | 9.7 (49.5)                | 5.2 (41.4)                | 12.4 (54.3)               |
| أدنى درجة حرارة °م (°ف) | −3.8 (25.2)               | −3.6 (25.5)               | −1.8 (28.8)               | −0.2 (31.6)               | 7.2 (45.0)                | 11.8 (53.2)               | 14.8 (58.6)               | 17.7 (63.9)               | 11.8 (53.2)               | 6.2 (43.2)                | 2.9 (37.2)                | −1.7 (28.9)               | −3.8 (25.2)               |
| الهطول مم (إنش) | 56.1 (2.21)               | 69.8 (2.75)               | 129.6 (5.10)              | 134.3 (5.29)              | 136.9 (5.39)              | 183.4 (7.22)              | 158.3 (6.23)              | 128.0 (5.04)              | 195.5 (7.70)              | 192.6 (7.58)              | 111.9 (4.41)              | 60.3 (2.37)               | 1٬556٫8 (61.29)           |
| متوسط أيام هطول الأمطار (≥ 1.0 mm) | 5.8                       | 6.4                       | 11.5                      | 10.8                      | 10.4                      | 11.7                      | 9.8                       | 6.9                       | 10.9                      | 10.7                      | 7.9                       | 5.7                       | 108.5                     |
| ساعات سطوع الشمس الشهرية | 176.6                     | 165.1                     | 166.3                     | 186.1                     | 182.1                     | 140.0                     | 177.2                     | 225.3                     | 152.5                     | 147.4                     | 154.1                     | 176.3                     | 2٬051                     |
| المصدر #1: [http://www.data.jma.go.jp/obd/stats/etrn/view/nml_amd_ym.php?prec_no=46&prec_ch=%90_%93%DE%90%EC%8C%A7&block_no=0392&block_ch=%8EO%89Y&year=&month=&day=&elm=normal&view= وكالة الأرصاد الجوية اليابانية |                           |                           |                           |                           |                           |                           |                           |                           |                           |                           |                           |                           |                           |
| المصدر #2: 観測史上1〜10位の値（年間を通じての値） |                           |                           |                           |                           |                           |                           |                           |                           |                           |                           |                           |                           |                           |

## أعلام
- إيمي اماموتو
- آكيو إيشي